# Adherbal (roi de Numidie)
Pour les articles homonymes, voir Adherbal.
Adherbal (en punique : « serviteur de Baal ») était un roi de Numidie, de 118 à 112 av. J.-C.. Il est le fils de Micipsa et le petit-fils du célèbre roi Massinissa. Son règne fut marqué par son conflit avec Jugurtha, son cousin et rival pour le trône.

## Biographie
Il a hérité du trône après la mort de son père, Micipsa, et a régné conjointement avec son plus jeune frère, Hiempsal Ier, et Jugurtha, le neveu de Massinissa. Après le meurtre de son frère par Jugurtha, Adherbal s'enfuit à Rome, et fut ramené à sa part du royaume par les Romains en 117 av. J.-C., avec Jugurtha régnant sur l'ancienne part de Hiempsal Ier. Mais Adherbal fut de nouveau dépouillé de ses domaines par Jugurtha, et assiégé à Cirta, où il fut tué traîtreusement par Jugurtha en 112 av. J.-C., bien qu'il se soit placé sous la protection des Romains. Cet acte choque Rome, qui entre en guerre contre Jugurtha en 111 av. J.-C. (Guerre de Jugurtha), conflit qui aboutira à la chute de Jugurtha en 105 av. J.-C.,,.

## Culture populaire
La pièce de théâtre Adherbal roy de Numidie par François-Joseph de Lagrange-Chancel, est basée sur son histoire. 